# 潘世奇
潘世奇（？—1649年2月23日），字澹予，浙江寧波府象山縣人，應天府六合縣軍籍，明朝、南明政治人物。

## 生平
潘世奇在天啟七年（1627年）中舉人，崇禎元年（1628年）聯捷進士，獲授長垣知縣，施政切實、判案迅速，懲治土豪匡山；轉任湖廣道監察御史，向朝廷請求起用孫傳庭總督京營剿寇，以郭景昌充任監軍。
隆武帝繼位，潘世奇陞任太僕少卿，並巡按貴州、兼任參議，彈劾呂爾璵依附馬吉翔；永曆元年（1647年）十二月再陞為侍讀學士，以兵部右侍郎調度江西及土司的義軍。次年（1648年）李成棟反正，他擢為右都御史，到三年（1649年）正月在對抗清朝軍隊時逝世。

## 引用
1. 1 2  錢海岳《南明史·卷五十六·列傳第三十二》：同（周光夏）時潘世奇，字澹予，象山人。崇禎元年進士。授長垣知縣，治崇體要，剖決如流，治土豪匡山不少貸。遷湖廣道御史，請起孫傳庭總督京營剿寇，而以郭景昌為監軍。紹宗立，加太僕少卿，巡按貴州兼參議，疏劾呂爾璵。永曆元年十二月，陞侍讀學士，以兵部右侍郎提調江西及土司義旅。李成棟反正，擢右都御史。三年正月卒。
2. ↑  民國《象山縣志·卷六·選舉表》：崇正 潘世奇 元年戊辰劉若宰榜，乾隆志按潘世奇象山人，無可考。道光志按《國子監題名碑》崇正元年戊辰科三甲二百四十名潘世奇，應天府六合縣軍籍，浙江寧波府象山縣人
3. ↑  光緒《六合縣志·卷六·選舉表》：潘世奇 （天啟）丁卯科 …… 以上舉人
4. ↑    - 錢海岳《南明史·卷三·本紀第三》：（永曆三年正月壬申）都御史潘世奇卒。
5. ↑  光緒《六合縣志·卷五·人物志》：潘世奇，崇禎初成進士，由江西推官入為湖廣道監察御史，巡按貴州。順治初獻逆餘黨犯境，世奇力禦死之。